# Gucek i Roch
Gucek i Roch – dwóch przyjaciół, współczesnych marynarzy, bohaterów komiksów Janusza Christy, rysowanych w latach 1978-1981 i wydanych na łamach Relaxu.
Są to nieliczne komiksy Janusza Christy, w których jako autora scenariusza podano inną osobę (Adama Kołodziejczyka), choć w rzeczywistości scenariusz napisał również Christa.
Pierwsze albumowe wydania komiksów miały miejsce w 1986 roku, a wydane zostały przez Krajową Agencję Wydawniczą. Drugie wydanie nastąpiło w 1988 roku. W 2004 roku Egmont Polska wznowił oba komiksy w tomiku pt. „Kajtek Koko i inni” – ale tylko w wersji czarno-białej.

## AlbumyGucek i Roch
- „Tajemniczy rejs” (1978-1979)
- „Kurs na Półwysep Jork” (1979-1981)

## Scenariusz komiksu
Na okładce pierwszego wydania komiksu widnieje jako autor scenariusza Adam Kołodziejczyk, jednak Janusz Christa twierdzi, że to on tak naprawdę napisał scenariusz. Tłumaczył to następująco: To był naczelny KAW-u. Mój dobry przyjaciel. Morze wódki wypiliśmy. Już nie żyje. Pewnego razu spytał, czy nie może się podpisać pod komiksem. Chciał być autorem, literatem. To jest jednak mój scenariusz. Niech mu ziemia lekką będzie.